# Samuel Apostool
Samuel Apostool (Amsterdam, 15 juni 1638 - 29 april 1699) was een doopsgezind predikant en theoloog.

## Levensloop
Apostool stamde uit een om geloofsredenen naar Amsterdam gevlucht Vlaams gezin. Hij studeerde geneeskunde aan de Universiteit van Utrecht en vestigde zich als apotheker. Hij trouwde achtereenvolgens met Geertrui Felber en met Catrina Telvooren.
In 1662 werd hij tot predikant verkozen door de doopsgezinden van Vlaamse oorsprong, die deel uitmaakten van de Amsterdamse Lam-gemeenschap. Hij werd er al vlug de leider van de 'conservatieve' doopsgezinden en kwam in 1664 in hevig conflict met Galenus Abrahamszn. Deze legde de nadruk op "de werken", terwijl Apostool de nadruk legde op "het geloof". Ze bestreden elkaar bij middel van hun tegenstrijdige predicaties van op hetzelfde spreekgestoelte. 
De magistraat van Amsterdam vond deze heftige strijd over subtiele kwesties onaanvaardbaar en verbood ze. Daarop scheidde Apostool zich met 700 volgelingen af van de Lamgemeenschap en stichtte zijn eigen gemeente, die 'De Zon' werd genoemd, naar de naam van het lokaal waar ze samenkwamen. 
Hij bleef betrokken bij godsdiensttwisten en met gelijkgezinden ondertekende hij in datzelfde jaar in Utrecht een Verbond van Eenigheid dat de nadruk legde op de bestaande geloofsbelijdenissen. Hij trok toen op missie om aanhangers te winnen in Haarlem en in Zeeuws-Vlaanderen. Hij won er maar weinig aanhangers bij.